# Dawud Gilnejrang
Dawud Gilnejrang (pers.  داود گیل نیرنگ; ur. 21 stycznia 1987) – irański zapaśnik w stylu klasycznym. Złoty medalista mistrzostw Azji w 2012; srebrny w 2011 i brązowy w 2013. Trzeci w Pucharze Świata w 2012 i trzynasty w 2013. Mistrz Azji juniorów w 2006, drugi w 2007, wicemistrz świata juniorów w 2007 roku.